# Crisnée
 (janvier 2024).
 (janvier 2024).
 (janvier 2024).
 (novembre 2016).
- Si vous ne connaissez pas le sujet, laissez ce bandeau (vous pouvez alors contacter les auteurs).
- Si vous supprimez le contenu mis en cause (vous pouvez préalablement contacter les auteurs),

argumentez précisément cette suppression dans la page de discussion
(un manque de référence n'est pas un argument ; une recherche réelle de référence doit avoir été effectuée, être formellement documentée).
Crisnée [kʁisne] (en néerlandais Gerstenhoven, en wallon Crusnêye) est une commune francophone de Belgique située en Région wallonne dans la province de Liège, ainsi qu'une localité où siège son administration.

## Étymologie
Les formes wallonnes et flamandes remontent, selon toute vraisemblance, à un prototype commun. Mais l'étymologie de Crisnée pose tant de problèmes que linguistes et historiens (Kurth, Petri, Gamillscheg, Devleeschouwer, etc.) n'ont pu se mettre d'accord. Une possibilité : « Le prototype gallo-romain Cristianica postulerait un gentilice Cristinius que nous ne savons pas attesté, mais une formation ultérieure en -iaca sur un nom de personne Cristinus (le chrétien) est vraisemblable ». 

### Le nom wallon de Crisnée
La traduction wallonne et la graphie (actuelles) du nom des autres covillages de l’entité ne posent aucun problème ; c’est Tis, Fise, K’mèh’ et Ôdeû. Pour ce qui concerne Crisnée, il en va autrement. Le panneau apposé sur la façade de l’administration communale semble avoir tranché la question en faveur de Crus'nêye. Ce qui interpelle[non neutre][Qui ?], c’est que cette forme ne fait pas l’unanimité parmi tous ceux qui, jadis, l’ont nommé et/ou écrit, et aujourd’hui, le prononcent et/ou l’orthographient en wallon : la toponymie et les toponymistes, les dictionnaires, les habitants des villages circonvoisins et surtout les anciens Crisnéens intéressés au premier chef. Si les villages voisins sont généralement d’accord pour se nommer réciproquement comme indiqué ci-dessus, ils sont divisés sur la prononciation wallonne de Crisnée ; on y entend toutes les variantes imaginables.
Dans son Dictionnaire français-liégeois, Jean Haust présente trois possibilités de traduction : Crus’nêye - forme choisie pour le susdit panneau - mais également Cruch’nêye et aussi Cruch’gnêye. On peut lire Crus’gnêye (dans Kemexhe), Crichgnêye (dans Odeur). Dans ses fascicules consacrés de 1937 à 1962 aux cinq villages, Jules Herbillon ne se prononce pas clairement.
Le g comme le ch ne sont pas exceptionnels. Ce ch et ce g surtout, on les trouve, 6 siècles durant, dans les plus anciennes graphies du village. Ainsi, la forme Crestengneis est souvent citée comme datant d'environ 1100 ; par exemple, on le nomme Crissengné en l’an 1242 dans une charte du comte de Looz ; puis encore Cristegees en 1310, Criscengnees en 1371, Cristengnées en 1379, Crissengneez en 1450, Crisgnée en 1476 et 1496, Crissignée en 1606, Crisseignée en 1618, Chrisgnée en 1746, etc. Absolument partout[réf. nécessaire], on retrouve le même g dans le nom du village.
La forme Cruch’gnêye semble[Pour qui ?] la plus valable car elle était couramment prononcée avant la dernière guerre[Laquelle ?] par tous les anciens wallons du village. Il en survit plusieurs témoins. Jules Herbillon l’admet dans sa Toponymie de Crisnée lorsqu'il écrit, en note 2 : « cruch’gnêye paraît avoir subi l’influence de la forme francisée locale ».

## Géographie
Trois chemins, venant de Kemexhe, Fize-le-Marsal et Oreye descendent de la grand-route et se rejoignent au crucifix ; les trois autres, venant de Thys, Lowaige et Odeur, se rencontrent au pont ; et ces six voies ramassées en deux axes convergent vers le centre du village : so l'vêye. 
Le village est situé à environ 14 km de Liège, chef-lieu de province et d'arrondissement judiciaire et 10 km de Waremme, chef-lieu d'arrondissement administratif.
Crisnée n'a pas de véritables et nettes frontières naturelles. Ses limites approximatives sont : 
- du sud à l'ouest : la grand-route que longeaient les tramways vicinaux et électriques et que parcourent les autobus, une artère qui a perdu de l'importance depuis la mise en service de la proche autoroute E40 ;
- du sud à l'est, la Chaussée-Verte (li Tchâssîe) qui, menant d'Amay à Tongres, sépare plus ou moins d'Odeur ;
- l'ancienne route de Liège à Saint-Trond (li vôye di Sint-Trond), appelée jadis Voie Royale, qui passe au nord de la localité.

Le territoire de Crisnée, d'une superficie de 280 hectares, est aux marches de la Wallonie car il est contigu aux communes flamandes limbourgeoises de Lowaige (Lauw) et de Herstappe. Crisnée confine à[pas clair] quatre autres villages : Odeur, Kemexhe, Fize-le-Marsal et Thys, avec lesquels il forme, depuis la fusion du 1er janvier 1965, l'entité Crisnée qui s'étend sur 1 674 hectares où vit une population de 2 906 habitants.
Le point culminant du village, à environ 134 mètres d'altitude, se trouve à l'extrême nord-est, près de la Tombe (dite de Herstappe, et qui se trouve en fait sur le territoire de Lowaige), et du haut de laquelle, on aperçoit plusieurs clochers, les tours de la Basilique Notre-Dame de Tongres et, par temps clair, les terrils des charbonnages de la Campine[Quoi ?], sans préjudice de ceux de la région liégeoise.

### Communes limitrophes
|       | Tongres   | Herstappe |
| Oreye | Crisnée   | Awans     |
|       | Remicourt |           |

### Hydrographie
Le village de Crisnée appartient au bassin hydrographique de la Meuse par le Geer où vont se déverser ses eaux, après la traversée de Thys.
Ses rouâs (on ne peut pas les appeler ruisseaux puisqu'ils ne portent pas de nom) qui découpent le territoire, mis en parallèle avec le réseau routier original, ceinturent sur leurs versants les vergers rajeunis que fleurissent les printemps.
Toutes les eaux ruissellent et affluent des points culminants de la commune que sont le carrefour d'Odeur, la gare de Thys et les confins de la Tombe.
Entre ces hauteurs se sont creusées, au cours des siècles, deux vallées principales parcourues par autant de grands rouâs. Le premier, venant de Villers-l'Évêque par Odeur, se noie dans le bassin d'orage qui jouxte la Chaussée ; mais il en sort, se reprend en Charlevaux, traverse la rue d'Odeur « â Pont » devant la chapelle et, parvenu en Sart, se jette dans l'autre « rouâ » son grand frère.
Celui-ci vient de Fexhe-le-Haut-Clocher, par Freloux et Kemexhe, entre à Crisnée près de la râperie, longe la rue Sylvain-Panis dans les prairies, passe en contrebas de l'église, s'engouffre « int' lès treûs cot'hès », et parvient dans le Sart où il reçoit son affluent.
Ensuite, les deux « rouâs » réunis suivent la « vôye dè Bwè » (le chemin du Bois)  et quittent Crisnée, par 104 m d'altitude, vers le village de Thys, le Broeck, le Geer et la Meuse.
Du côté Sud, deux petites vallées secondaires se rattachent à ce dernier grand rouâ. L'une,venant de Fize-le-Marsal, traverse la vôye di Favray, c'est le Rôyetê, (ou petit rouâ), dit jadis riweteau des beghinnes ; l'autre vient également des limites de Fize, passe au lieu-dit âs bômes et gagne Thys. Les dépressions de terrain existent bien, mais, s'il y eut là des petits rouas, ils ont tari depuis longtemps. 
Tous ces débouchés, pour les eaux de ruissellement, n'empêchent pas l'existence de bouchons dans trois endroits bien précis.
Que surviennent deux grosses averses, un orage trop généreux, ou une fonte de neiges trop brutale, et aussitôt à Pont, int' lès trëûs cot'hês et è Sârt, l'exubérance des flots a tôt étranglé les conduites, raviné les chemins, submergé les carrefours ; elle transforme les cours en mares à canards, et le spoiler des voitures en étraves de porte-avions. Au temps de la  fabrication à la râperie, l'eau de lavage des betteraves chantonnait en écume sa course ocrée où les écoliers lançaient leurs bateaux de papier à qui accomplirait au plus vite le trajet allant du pont da Henri Bolland jusqu'à la sortie du pré Deltour, en face de chez Djîles da Mélanie. Les bourgmestres ont eu beau faire curer les rigoles et nettoyer les rouâs, la météo n'a pas renoncé à ses facéties.
Les anciens rouâs
Un rouâ s'est appelé Kemexhe. Ce renseignement se trouve dans  Le Geer, rivière hesbignonne de François Mahiels. Cet auteur complète son travail en présentant le fruit des recherches d'un autre historien. En effet : en 1923, A. de Rijckel publiait Rivières et ruisseaux de la Province de Liège. Étudiant d'anciennes cartes militaires, compulsant d'anciens registres, il a découvert les traces de cours d'eau disparus et a abouti à la conclusion que ceux-ci portent, pour la plupart le nom d'un des villages qu'ils traversent.
On sait pourquoi des ruisseaux et rivières de Belgique s'appellent la Salm, l'Amblève, l'Hermeton, d'autres Le Piéton, le Burnot, la Magne, le Bolland, etc. C'est le même phénomène qui explique le nom du Kemexhe.
Le Kemexhe prenait sa source à Roloux, se dirigeait vers Fexhe-le-Haut-Clocher, Freloux, puis Kemexhe ; il traversait Crisnée et Thys pour se jeter dans le Geer au lieu-dit Nomerange. Le Kemexhe est cité dans des actes datés de 1294, 1301, 1342,1348 et 1586.
Depuis des décennies, sa source a tari, de même que l'appoint des eaux boueuses qu'y déversaient les râperies de Fexhe et de Crisnée. Seules l'alimentent occasionnellement aujourd’hui les eaux de ruissellement. 
Le roua du Tchâlvâ n'est pas repris dans l'ouvrage mentionné ci-dessus. Sans doute ne roula-t-il jamais que les eaux accumulées par les pluies et la fonte des neiges dans le fond de la Chaussée-Verte. Son débit est maintenant régularisé par le bassin d'orage, cette réalisation du remembrement. 
Le Wihogne prenait sa source près du château de Waroux, et se dirigeait par Xhendremael et Wihogne vers Freeren et le Geer. Le Russon prenait sa source à Bierset, passait Awans, longeait Hognoul, traversait la campagne de Xhendremael, descendait vers Othée et après Russon se dirigeait vers le Geer. Son affluent, le Hognoul, débutait à Velroux, se dirigeait par Voroux, Fooz et Villers-l'Évêque jusqu'au confluent, à Russon. 
L'Yerne prend sa source à Verlaine, non loin de Yernawe, hameau de Saint-Georges. Il traverse Haneffe, Donceel et Limont, et il passe à Remicourt, Lamine et Hodeige avant de courir au Geer à Lens-sur-Geer.
Son affluent, le Jeneffe qui passait par Momalle et Fize, revevait lui-même la Berwinne à Momelette (actes de 1348, 1478). 

### Santé

#### Qualité de l'air
Dans le cadre de l'enquête organisée parmi les Crisnéens par l'Administration communale, les citoyens de la commune ont suggéré les recommandations suivantes concernant la qualité de l'air que respirent les Crisnéens et Crisnéennes en 2002.
Sont particulièrement dénoncés les feux de jardin et l'incinération sauvage (52 %), l'utilisation des véhicules à moteur (28 %), le chauffage au mazout (12,5 %), les pesticides agricoles (7,7 %) et, dans une moindre mesure, les pesticides, le fumier, l'électricité, les tondeuses à essence, les barbecues.
Sont encouragés : le triage des déchets, le compostage avec utilisation d'un broyeur, les emballages réutilisables, le respect de l'environnement par réglementation de l'épandage de lisier, la limitation en durée du dépôt de fumier sur les terres avant charruage, le réglage et l'entretien des appareils de chauffage, imposer l'équipement de protection sur les machines d'épandage de pesticides/herbicides, privilégier les transports en commun et le covoiturage, la plantation d'arbres et de haies dans jardins et pâtures, le long des routes et même des chemins de remembrement, l'emploi de produits de nettoyage écologiques, la promotion de la marche par l'aménagement de sentiers pédestres, l'interdiction de stationnement sauvage de camions (sur la Place d'Odeur par exemple), sans préjudice du nettoyage des voiries afin d'éviter les écoulements d'eaux usées et les mauvaises odeurs.

#### Sécurité civile
Une des deux Unités opérationnelles de la Protection civile, dépendante du SPF Intérieur, est basée sur la commune.

## Population
Quelques chiffres
En 1712, Crisnée compte 42 familles et 180 communiants. Par comparaison, et pour avoir une idée, voici à la même époque, les chiffres attribués aux villages voisins : à Kemexhe, il y a 43 ménages et 160 communiants ; à Fize, ils sont 40 ménages et 160 communiants ; à Otrange, il y a 44 ménages et 135 communiants ; à Thys, on trouve 34 ménages et 90 communiants ; à Odeur, il y a 13 ménages et 60 communiants.
Evolution dans le temps
De 1806 à 1811, Crisnée passe de 302 à 308 habitants. L'indépendance de la Belgique est fêtée par 336 habitants logés dans 64 demeures réparties comme suit : 9 fermes dont 4 grandes; 10 maisons particulières, 20 habitations rurales et 25 cabanes construites en bois et en argile, et couvertes de paille.
Dix ans plus tard, les Crisnéens sont 380, logés dans 77 maisons dont 5 forment le hameau Aux Croix sur la grand-route. En 1860, les habitants sont au nombre de 425. En 1890, on comptera 488 habitants dans 104 maisons.
Recensée à 539, en l'année 1910, la population s'élève jusqu'à son plus haut niveau de 573 âmes en 1926 dans 120 maisons. Elle redescendra ensuite à 512 habitants en 1940, tombera à 514 en 1954 pour enfin remonter.
Le Grand Crisnée
Au moment de la fusion des cinq communes au 1er janvier 1965, l'entité compte 2 211 habitants, mais ce nombre tombe à 2 091 à la fin de 1970.
Au 31 décembre 1985, le Grand Crisnée comptait 2 258 habitants et le village seul 569 pour 188 maisons. Dernier recensement au 1er janvier 2008 : 2 906 hab. et le nombre de maisons s'accroît chaque année dans les cinq villages de l'entité.

### Démographie: Avant la fusion des communes
- Source: DGS recensements population

### Démographie: Commune fusionnée
En tenant compte des anciennes communes entraînées dans la fusion de communes de 1965, on peut dresser l'évolution suivante:
Les chiffres des années 1831 à 1970 tiennent compte des chiffres des anciennes communes fusionnées.
- Source: DGS , de 1831 à 1981=recensements population; à partir de 1990 = nombre d'habitants chaque 1 janvier[5]

### Anthroponymie
D'après les noms relevés dans la liste des contribuables de 1794, au début du XVIIIe siècle, des Crisnéens se nommaient déjà comme aujourd’hui Bage, Bolland, Bure, Defalle, Hubert, Lahaye, Jacquemotte, Kerstenne, Leduc, Melet, Renotte, etc.
Le patronyme Nomerenge n'avait pas encore sa tête qui en fera plus tard Denomerenge, et Louette cherchait encore son W. Des documents très anciens - registres paroissiaux et carnets - retrouvés par hasard au fond d'une forge en 2005 ont apporté précisions et confirmations.

## Histoire

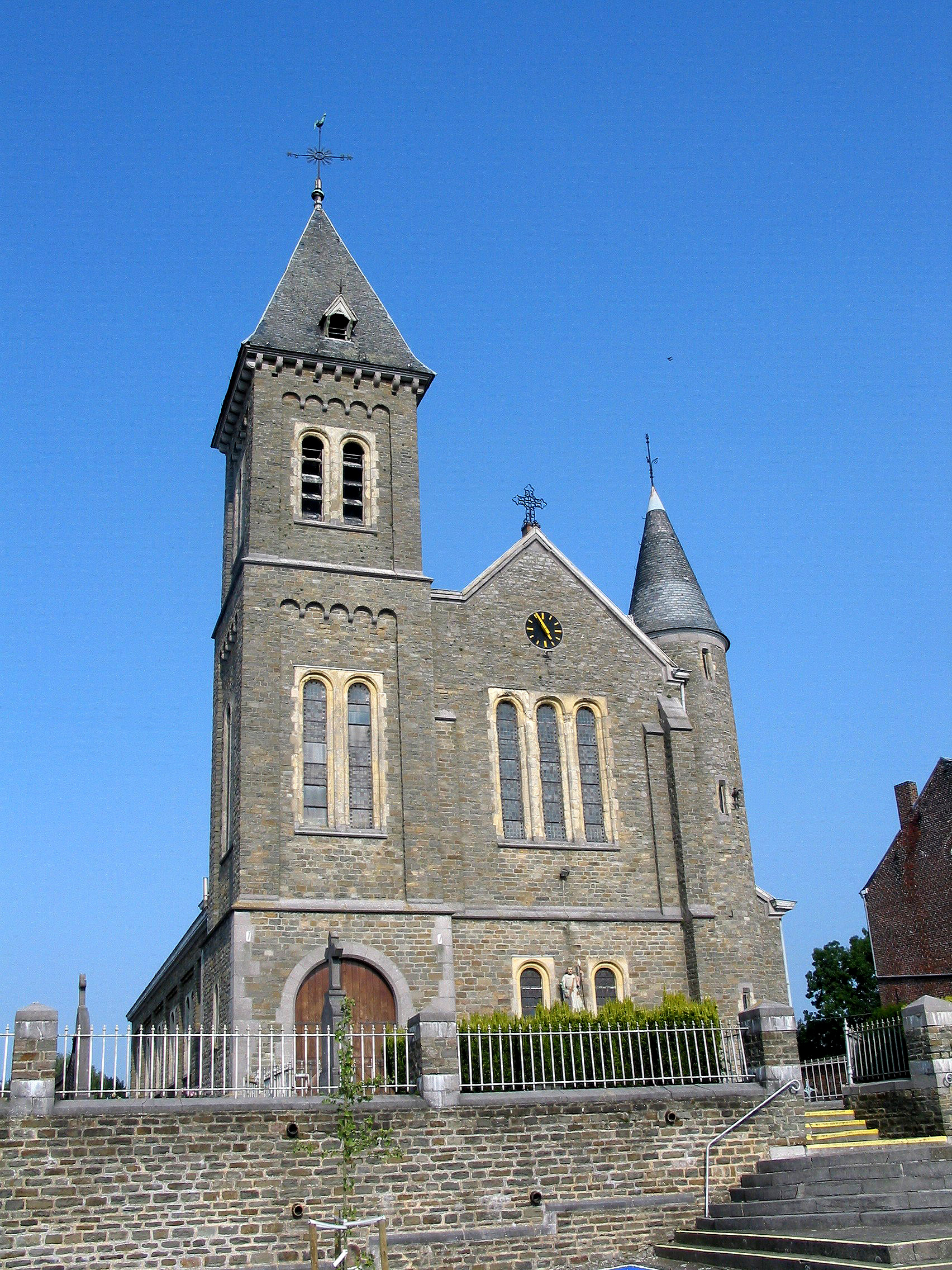
L'église Saint-Maurice.

Il est connu que des traces de Néandertaliens datant de la préhistoire ont été trouvées récemment[Où ?][Quand ?][Par qui ?] et qui font penser qu'il en résidait dans cette région il y a environ 100 000 ans.
Une villa romaine, découverte en 1935 dans la campagne de Crisnée par le doyen Fréson de Villers, se situerait là, selon Eugène Dethier de Kemexhe, l'antique Atuatuca.[pas clair]
La commune traversée par l'antique chaussée romaine de Metz à Tongres (appelée Chaussée Verte) est ceinturée de tumulus qui, à l'époque de leur érection, avaient dit-on[Qui ?] la raison stratégique de s'apercevoir[pas clair] : il s'agit de ceux de Herstappe, d'Otrange, de Fize-le-Marsal, de Noville et de Lamine.
Saint Materne, évêque de Tongres, et ses successeurs apportent l'évangélisation avant le Ve siècle. Passent les Vandales, Huns et Normands. Sous le prince-évêque Notger, Kemexhe est l'église-mère de Thys ; de Fize-le-Marsal dont dépendaient les curés de Crisnée et d'Otrange ; Odeur relevait d'Othée. Chacunes devait chaque année, le mardi de la Pentecôte, en procession et grande solennité, porter la redevance paroissiale au chanoine-costre[Qui ?] de Tongres. 
Vers 1300 à Kemexhe, les nobles Beaurieu (burelé d'argent et d'azur de dix pièces au lion de gueules sur tout[pas clair]) et les Pénilh (au lion d'or) s'entre-tuaient au service des Awans et Waroux ; Thys avait son château de Louis, écuyer, seigneur de Thys et de Wotrenge, le singneur d'Odoir résidait à Villers-l'Évêque ; Fize-le-Marsal avait ses échevins, et Crisnée son seigneur à l'écu d'argent à cinq fusées de gueules, accolées en fasce, au franc-quartier d'or au sautoir de gueules, promu depuis quelques années au rang d'armoiries de la commune de Crisnée.
Parmi les nombreuses guerres, il y a par exemple les évènements du XVIIe siècle, dit Siècle des malheurs, quand la commune et ses habitants ont subit les dégâts collatéraux, conséquences de l'occupation des armées françaises ; cinq militaires, dont trois de Thys, furent victimes de la Seconde Guerre mondiale[réf. nécessaire].
Les villages de la future entité échappèrent par miracle aux représailles nazies même après l'affrontement de Thys en avril 1944, après la grange incendiée à Fize-le-Marsal où s'étaient réfugiés des résistants, lors de la prise d'otages à Kemexhe à la veille de la libération et le suicide accidentel à Crisnée d'un jeune soldat allemand en pleine retraite. Des deux chutes de missiles V1, l'une occasionna quelques blessés et des dégâts à Crisnée, mais l'autre affecta plus sérieusement le centre de Fize où un G.I. se sacrifia pour sauver la vie d'un jeune enfant.[réf. nécessaire].
Les bourgmestres démocratiquement élus conservèrent leur écharpe durant les hostilités sauf à Crisnée où Jules Jacquemotte fut désigné en remplacement d'Émile Denomerenge et à Kemexhe où Oscar Driesmans fut limogé au bénéfice de Lucien Dechamps, les déchus n'ayant aucunement démérité ni les nouveaux venus collaboré d'aucune façon. À l'époque, le maïorat était assuré soit par un fermier, tels Defalle puis Prosmans à Thys, Royer à Fize-le-Marsal et Leduc à Odeur, soit par un tenant de la gauche comme Panis puis Gilon à Crisnée, Daniels à Kemexhe.
Après 1960, on[Qui ?] dut convertir à l'idée de fusion les édiles des anciens villages de Crestegneis, Tyl, Fies, Odoir et Comegh, tous farouchement attachés à l'indépendance de leur territoire. Au-delà des rivalités de personnes et des antagonismes sportifs[Quoi ?], les oppositions invoquèrent divers arguments d'incompatibilité telles que différences d'infrastructure, de caractères et de modes de vie des habitants, des lacunes vicinales et budgétaires communales et une forte aversion pour tel voisin[Qui ?]. Ainsi raisonnait-on[Qui ?] alors. On transcenda les anciens spots qui brocardaient réciproquement les autres[pas clair] et les mocrês di Cruch'gnêye, lès vês di Fîze, platês di K'mèh' , tchèts d'Thys, et flaheûs d'Odeur s'accordèrent enfin. 
La fusion, une des premières du pays[réf. nécessaire], aboutit. L'éclairage électrique datait seulement de 1929 et la distribution d'eau potable de 1953. La sagesse l'emportant sur toutes les susceptibilités, les édiles choisirent à l'unanimité de baptiser Crisnée la nouvelle entité et, pour une question d'hectomètres[pas clair], d'y installer le centre administratif.
La composition des conseils communaux d'après-guerre demeurée longtemps politiquement stable et généralement conservatrice, changea d'allure dès l'heure de la fusion. Seule ou en alliance avec la liste I.C.[Quoi ?], la gauche prit aussitôt le pouvoir sous les bourgmestres Daniels de Kemexhe, Jean Stassart de Fize-le-Marsal, puis Joseph Vanmal de Kemexhe encore. Les élections du 8 octobre 2000 ont bouleversé la donne : la majorité PRL-EPC est conduite par un bourgmestre libéral, Philippe Goffin, de Kemexhe, aux dépens de l'opposition P.S.
Pour éclairer l'histoire de l'entité, des documents peuvent être consultés aux Archives de l'État à Cointe, à la Bibliothèque Chiroux ainsi qu'à l'Évêché de Liège. En outre, plusieurs ex-citoyens de Crisnée ont publié le fruit de leurs recherches. Jules Herbillon avait consacré à chaque village un fascicule de toponymie. Eugène Dethier, chercheur et écrivain de Kemexhe, dans son essai 2000 ans de vie en Hesbaye, d'Atuatuca à l'E3 a esquissé une histoire de la région et de son village. Deux Thysois, Joseph Fraipont et Louis Tihon ont respectivement rassemblé des notes historiques sur l'ancien village de Thys et traduit des textes anciens allant du XIIe siècle à l'indépendance de 1830. Pour sa part, J.C. Vanhove a réuni une inestimable collection de 440 photos qui rappellent la vie d'antan à Thys. Enfin, depuis 1986, Louis Marneffe a consacré ses loisirs à écrire la monographie des cinq villages en autant de « Chroniques des gens et des choses ». Tous ces ouvrages constituent une synergie qui peut être consultée à la Bibliothèque communale et à la Bibliothèque Chiroux à Liège. 

### Collision de trams
Dans les années 1910-1930, le voyage vers Liège en tram à vapeur était une aventure, surtout en période hivernale, car dans les voitures à banquette en bois, un poêle alimenté en boulettes dégageait plus de fumée que de chaleur. À l'occasion, le tram de voyageurs croisait à une station, un convoi de marchandises, wagons transportant  betteraves sucrières, pierrailles, charbon et même troupeau de veaux de boucherie.
La grosse locomotive verte, après l'arrêt de Crisnée, forçait sa vitesse dans la descente de la râperie pour parvenir, essoufflée, en haut de la grimpette vers la station d'Odeur. Heureux étaient les occupants si le convoi, après une averse de neige, réussissait toujours, entre Waroux et Alleur, à échapper au piège des congères. Un trajet non exempt de risques.
Ainsi, le mercredi 19 septembre 1917, un peu avant huit heures du matin, deux trams vicinaux de cette ligne Ans-Oreye se télescopèrent à Crisnée au lieu-dit Vers Kemexhe, à courte distance de la râperie.
Un convoi transportant des voyageurs liégeois descendait d'Odeur à toute vapeur vers la rue de Kemexhe avant d'aborder en face la côte vers les Croix, tandis que l'autre convoi descendant de Crisnée fonçait à toute allure pour  remonter vers le moulin d'Odeur. Pour les deux chauffeurs, le fond de la vallée était masqué par les frondaisons des ormes bordant la grand-route et, lorsqu'ils s'entr'aperçurent, ils eurent beau freiner en catastrophe, siffler éperdument, le tamponnement était inévitable. Le choc frontal des deux locomotives, massives, fut effroyable et, dans les voitures enchevêtrées, disloquées, gisent les morts et hurlent les blessés ensanglantés. Un spectacle affreux pour les sauveteurs accourus d'Odeur, Kemexhe et Crisnée, aussitôt alertés par le bruit, tandis qu'arrivaient bientôt des ouvriers de la sucrerie d'Oreye.
Sur place, Mère Jeanne et ses consœurs, Ursulines de l'école de Crisnée, s'affairent au secours des victimes, le curé Coopmans administre l'Extrême-onction aux blessés le plus gravement atteints, le docteur Garin, aidé par quelques volontaires, donne les premiers soins tandis que des voitures hippomobiles transportent les premières victimes vers Liège. Le Parquet descendra sur les lieux ; il ne retiendra aucune charge contre les machinistes, indemnes mais choqués, qui ont eu le réflexe de sauter en marche avant le choc fatal. 
La majorité des passagers, originaires de Liège, Ans et Bressoux, venaient dans les campagnes hesbignonnes, munis de sacs et de houes, glaner quelque épi de froment ou fouiller les champs à la recherche de pommes de terre oubliées. En cette troisième année de guerre, les citadins avaient faim.
En plus des 75 blessés dont deux ne survécurent pas, on déplora 23 tués. L'acte de décès d'une quinzaine d'entre eux fut enregistré à l'administration communale de Crisnée par le secrétaire Tombeur et le bourgmestre Louwette et que Fernand Lahaye, étudiant en médecine vétérinaire, faisait office de témoin.
Des collectes au profit des familles des victimes furent organisées un peu partout dans la région, jusque dans les salles de spectacle de Liège, qui rapportèrent la coquette somme de 20 000 francs de l'époque, des millions de francs belges d'avant l'Euro. 

### Crisnée dans la guerre

#### Faits de guerre duXIVeauXVIIesiècle
En 1325, Crisnée et les villages voisins logeaient les soldats du Prince-Évêque Adolphe de la Marck qui avait son quartier général à Momalle, en compagnie du roi de Bohême, Jean l'Aveugle, de douze comtes et du Duc de Brabant, Jean III.
Vers le 1er octobre 1325, les troupes du Prince et celles des villes s'étant trouvées en présence dans la plaine de Crisnée allaient en venir aux mains lorsque l'attitude équivoque de Jean l'Aveugle contraignit le Prince-Évêque à se retirer. Selon la Chronique de Saint-Trond, c'est à Crisnée que le châtelain de Waremme se réconcilia avec l'Évêque.
Le 20 octobre 1468, Crisnée et d'autres villages voisins furent pillés et brûlés par les troupes bourguignonnes de Philippe de Savoie. Le lendemain, les Liégeois, croyant que l'ennemi allait se retirer avec son butin, résolurent d'aller à sa poursuite.
En 1673 et 1677, les troupes françaises du Roi-Soleil, commandées par Turenne et Condé dans leur Guerre de Hollande, se signalent surtout par les dégâts qu'elles occasionnent. Les évènements du début du XVIIIe siècle, guerre entre alliés Anglais et Hollandais contre les Français, ont été notés comme suit par le curé Renoir : « L' an 1703, nostre village a esté campé depuis le 30 mai qui estoit le mercredi après la Pentecôte, jusqu'au neufvième jour ensuivant, par l'armée d' Angleterre et d'Hollande fort de 50 à 55 000 hommes. 
Le généralissime des Anglais, nommé Marboroug, aiant son logement au chasteau de Thys, et celui des Hollandais, nommé Annerquerque, dans notre maison pastorale (ex-maison Élise Louwette, rue de la Ville). La ligne droite s'extendoit jusqu'au village de Russon et la gauche jusqu'à Hodeige. Depuis, au mois d'aoust, nostre village a esté fourragé 2 foy à la campagne, dans le peu de marsage qui estoit resté, par les trouppes de ladite armée pendant le siège de Huy.
Au mois de septembre de la ditte année, nostre village a esté derecheff campé par un détachement fait hors de la ditte armée campée à Saintrond, pour aller faire le siège de Limbourgue.
Ledit général Marbouroug s'estant encore logé au chasteau de Thys, et le Prince Héréditaire de Hesse Cassel dans nostre pauvre maison, et une partie de ses domestiques dans la ferme Lowet, jondante à la coemitière.
L'an 1705, nous avons encor esté campé par l'armée d'Hollande, commandée par le général Annerquerque; le 2 et 3 mille qui se logeat encore chez nous, et les députés des Estats au chasteau de Thys. Ainsi les froments ont derechefe esté tout fouragé, et les marsages foulé et ruiné.
Milor Marbourougue aiant rejoint l'armée d'Hollande avec les Anglois, ils ont repris le chasteau de Huy aux François, qui at esté un commencement pour délivrer la Hesbaye des campements des armées.
Le 2 septembre 1706, les soldats campés à Haneffe ont battu et enlevé les grains à Crisnée. En octobre, ces mêmes soldats campés pour lors à Looz sont revenus à Crisnée et y ont fourragé ».

#### Bombes volantes ou Robots
Plus de 1 000 V1 (Vergeltungswaffe ou arme de représailles), vulgairement dénommés robots,  s'écrasèrent dans la région liégeoise. Un seul percuta en plein le village de Crisnée : c'était dans la nuit du 21 décembre 1944. Sous la déflagration, des vitres un peu partout volent en éclats, et sur tous les toits, les tuiles sursautent : le V1 ne s'était manifesté que par l'explosion de sa tonne de TNT.

### Fusion de communes
La division de la Belgique en 2 492 communes ayant chacune la même base administrative et une égale autonomie datait de l'indépendance dans un paysage qui consacrait l'héritage de Napoléon. L'annexion des cantons de l'Est et la création de communes encerclant les grandes villes porta ce nombre à 2 675 en 1928. Des membres des sphères gouvernementales avaient pour idée de procéder à des regroupements.
Dès 1965, un premier dégraissage auquel Crisnée contribue grandement[Comment ?] ramène le total à 2 663. 12 ans plus tard, la fusion de 1977 réduit ce nombre à 596.
Crisnée, Fize-le-Marsal, Kemexhe, Thys et Odeur furent parmi les premiers villages du pays invités à se prononcer sur une éventuelle fusion. Si Crisnée et Odeur furent d'emblée favorables à la proposition, des objections s'élevèrent ailleurs contre le projet initial :
- Thys, amputé une fois de plus, accepta de céder son Broeck[Quoi ?] mais, pour son compte, elle jugea Oreye trop éloigné et préférait l'association aux villages du Groupe Crisnée avec qui elle considérait avoir, entre communautés essentiellement agricoles, les mêmes goûts, les mêmes besoins et la même psychologie.
- Fize-le-Marsal, qui pourtant avait reçu les mêmes renseignements hésitait, estimant comme prétexte qu'elle ne disposait pas de suffisamment de données quant à l'organisation et au fonctionnement de la fusion. Fize en savait autant que les autres mais ses édiles ne voulaient pas avoir l'air d'accepter trop vite pour éviter de donner aux éventuels partenaires l'impression qu'ils faisaient une bonne affaire[Interprétation personnelle ?].
- Kemexhe, à l'inverse de ses voisins, disposant d'un nouveau réseau routier, d'une belle et bonne école et jouissant enfin d'une situation financière saine, était des cinq villages le plus réticent. Le Conseil communal justifiait ainsi ses craintes et ses restrictions : « Odeur ne dispose encore que d'un réseau routier rudimentaire et sa place centralen'est pas un modèle d'hygiène, ni un lieu agréable. Fize n'est pas mieux loti sous ce rapport. Crisnée avec une partie de ses rues améliorées se trouve dans une situation financière difficile. En cas de fusion, Kemexhe devrait combler les lacunes vicinales et budgétaires des communes qu'on veut lui associer ». Mais par ailleurs, Kemexhe opposait au projet l'incompatibilité de caractère avec ses voisins  : « Les habitants de ces communes ne présentent pas le même caractère, ni la même mentalité. Chacune a ses coutumes, son mode de vie et,souvent, éprouve une forte aversion pour les localités voisines. De plus, ces villages diffèrent presque tous au point de vue politique »[réf. nécessaire].

Devant l'inanité de ces oppositions de principe et l'idée de fusion d'abord et ensuite au choix des partenaires, chaque village de la future entité - les édiles surtout qui pendaient à leur situation - dut se résoudre à admettre l'inévitable et penser à s'en tirer au moindre compte. Restaient deux problèmes essentiels à régler : désigner l'emplacement du centre administratif et se mettre d'accord sur le nom de l'entité nouvelle.
Pour la future mairie commune aux cinq villages, tout se limita à une question de distances. Comme, à terme, les administrés seraient tenus à fréquenter la même maison communale pour toutes les formalités (naissance, mariage, décès, CPAS, chômage, certificats, etc.), il fallait prendre en compte le bien-être des électeurs, donc la longueur des déplacements. Dès lors, Crisnée, par sa situation centrale, finit par réunir l'unanimité des suffrages.

## Héraldique
|  | La ville possède des armoiries qui lui ont été octroyées le 15 juillet 2003. Personnalisant le sceau communal et les documents officiels de l'Administration, on les doit à un Liégeois, Paul de Borman, qui fait paraître en mai-juin 1985 dans le Bulletin de l'Office généalogique et héraldique de Belgique une étude sur la pierre tombale du seigneur de Crisnée, Jean le Vilhain, pierre découverte lors de la démolition en 1983 d'un autel latéral dans la vieille église de Tohogne (Durbuy). Blasonnement : D'argent à cinq fusées de gueules, accolées en fasce (touchant les bords et les flancs de l'écu) au franc-quartier d'or chargé d'un sautoir de gueules. Source du blasonnement : Heraldy of the World. |

## Politique et administration

### Collège et conseil communal 2024-2030
Ci-dessous, le tableau des résultats des élections communales de 2024.
| Parti | Parti                | Voix (2024) | Voix (2018) | % (2024) | % (2018) | +/-    | Sièges  | +/- | Collège |
| ----- | -------------------- | ----------- | ----------- | -------- | -------- | ------ | ------- | --- | ------- |
|       | Union Ecolo Citoyens | 187         | 344         | 7,91%    | 14,94%   | 7.03 % | 0 / 13  | 1.0 | Non     |
|       | PS+                  | 412         | 343         | 17,42%   | 14,90%   | 2.52 % | 2 / 13  | 1.0 | Non     |
|       | Code 4367 !          | 1.766       | 1.615       | 74,67%   | 70,16%   | 4.51 % | 11 / 13 | 0.0 | Oui     |
| Total | Total                | 2 365       | 2 302       | 100 %    | 100 %    |        | 13      |     |         |

| Collège communal  |                       |                  |
| ----------------- | --------------------- | ---------------- |
| Bourgmestre       | Philippe Goffin       | MR - Code 4367 ! |
| 1er Échevin       | Alain Materne         | MR - Code 4367 ! |
| 2e Échevin        | Yakhlef El Mokhtari   | MR - Code 4367 ! |
| 3e Échevine       | Myriam Tombeur        | MR - Code 4367 ! |
| Président du CPAS | Jean-François Brillon | MR - Code 4367 ! |

### Bourgmestres de Crisnée
- 1371 : Copiens de Crissengnees
- 1372 : Johan Picavet de Villeir-l'Evesque
- 1372 : Colars Borars d'Odour, maieur por le temps
- 1381 : Lowys de Kemexhe
- 1416 : Allixsandre Sandron
- 1417 : Libertus Bottair
- 1456 : Jehan de Trynar, submaïeur de Liège
- 1462 : Bodechon de Crissengnée
- 1480 : Collar le cherpentier, maieur substitué
- 1485 : Gilet d'Orrey, souverain maieur
- 1502 : Gilet Dorey
- 1539 : Jacques Obrecht
- 1542 : Collar de Nomerenge, sergent, maieur substitué
- 1546 : Lynart le Thourier, souverain maieur
- 1553 : Johan d'Odeur
- 1558 : Renier Humblet, maieur de Kemexhe
- 1564 : Dirick Rosenkranke, citain de Liège
- 1579 : Jaspar de Jozé, citain de Liège
- 1590 : Johan de Haling
- 1594-1616 : Guillaume Hannossett
- 1618-1631 : Jean Wathier
- 1631-1632 : Nicolas Coxheur
- 1647 : Jean de France, maleur
- 1652-1667 : Cristiane de France
- 1709-1732 : Erasme Jamolet, lieutenant bailli de Hesbaye
- 1734 : Devivier
- an VI-an IX : François Bodson, agent élu par la commune
- 30 pluviôse an IX  - 6 septembre 1822 : Nicolas Kerstenne
- novembre de 1822 à mai 1823 : Médard Jacquemotte
- mai 1823 à septembre 1825 : Charles Lamarche
- septembre l825 à janvier 1850 : Nicolas Depaive
- du 12 janvier 1850 au 3 septembre 1864 : Denis Denomerenge
- du 4 septembre 1864 à décembre 1878 : Vincent Coheur
- de janvier 1879 à juillet 1892 : Louis Kerstenne
- de juillet 1892 au 26 mai 1904 : Jacques Kerstenne
- du 27 mai 1904 au 16 janvier 1911 : Nicolas Marneffe
- du 17 janvier 1911 à juillet 1921 : Nicolas Louwette
- de août l921 à octobre 1941, époque à laquelle il fut démis de ses fonctions par les autorités allemandes d'occupation : Émile Denomerenge
- de novembre 1941 à fin août 1944 : Jules Jacquemotte
- de septembre 1944 au 31 décembre 1952 : Émile Denomerenge
- de janvier 1953 au 1er octobre 1959 : Sylvain Panis
- du 2 octobre 1959 au 31 décembre 1964 : Joseph Gilon

Le maïorat de l'entité Crisnée (pour les communes de Crisnée, Thys, Odeur, Fize-le-Marsal et Kemexhe) sera assuré successivement par :
- Henri Daniels, de Kemexhe : du 1er janvier 1965 au 31 août 1974 (démission)
- Jean Stassart, de Fize : du 15 septembre 1974 au 28 octobre 1991 (décès)
- Vannmal Joseph, de Kemexhe : du 6 septembre 1992 au 5 juillet 2000 (décès)
- Goffin Philippe, de Kemexhe : depuis le 1er janvier 2001 à aujourd'hui

## Patrimoine et culture

### Patrimoine architectural

#### La paroisse

##### L'église de 1902
Le 1er dimanche d'octobre 1895, le Conseil de Fabrique considère que l'église est trop petite pour la population et que la tour très ancienne est en très mauvais état. Le 2 janvier 1898, le Conseil constate que cette église n'est qu'une grange avec des fenêtres et qu'elle ne saurait être agrandie ou restaurée ; qu'il est impossible d'en ajouter à ses 22 bancs : 11 de chaque côté, pour un total de 106 places ; que les habitants réclament une église plus spacieuse car l'ancienne n'a qu'une nef. 2 juillet 1898. Approbation des plan, devis et cahier des charges, dressés par Henri Froment, architecte à Liège.

##### Financement
Commune de Crisnée (15 000 F), Fabrique (6 000 F), Apport de 400 000 briques (5 000 F), Don à recevoir de l'Évêque ( ?), dépôt fait par le crisnéen Chanoine Kinet (5 000 F), valeur des vieux matériaux (2 000 F), subside de l'État (6 000 F), soit au total 41 000 F. Des Conseillers cherchent un  modèle : le genre de l'église de Goffontaine (Verviers) sera retenu.
Le 2 juillet 1899, exposition du plan à l'église dans l'enthousiasme général : l'église sera de style neo-roman à trois nefs de cinq travées avec deux chapelles latérales et olafond plat. Le 2 décembre 1899, les plans sont approuvés par la Commission royale des Monuments et des Sites à condition que la partie extérieure des murs sera en pierre de grès. Le subside de l'État à 1/5 du prix est accepté avec l'appui du chef de Cabinet de Léopold II, le comte Paul de Borghrave d'Alténa.

##### Adjudications
Celle de Grevesse, de Chapon-Seraing (55 900 F) sera acceptée. Entretemps, le subside de l'État est passé à 11 180 F et la contribution de la Fabrique à 13 000 F

##### Travaux
La démolition de l'ancienne église est commencée par Grevesse le mardi de Pâques, 17 avril 1900. Une chapelle provisoire a été élevée Au Pont devant la chapelle N-D de Lourdes qui servira de chœur. La 1re messe y sera célébrée le 25 avril. Ce baraquement provisoire pouvait accueillir 200 personnes. Le creusement des fondations commence à la fin du mois de mai.
Il est alors découvert une pierre tumulaire du XIVe siècle portant les inscriptions : « Chi gîst Wilhealme de Cresgnée ki trepasat l'an MCCC le XIX le jour de sainte Kateline. Chi gîst damoiselle Maroie de Hanut fille Monsengnour Vilheame del porte, chevalier, sa femme qui trépasat l'an MCCCLXIII le V jour de fenal mois ».
La première pierre est posée le 7 juin 1900 par le doyen de Hozémont. Le 8 décembre 1900 est célébrée la première messe dans l'église inachevée dont on avait muré les fenêtres, parce que le froid rendait impossible le séjour dans la chapelle provisoire. La date est fixée au 7 juillet 1902 pour la consécration. La voiture de l'Évêque est escortée par 32 cavaliers jusqu'à Crisnée où cinq mille personnes s'étaient rassemblées. La Fanfare de Russon et l'Harmonie d'Oreye jouaient des Pas-Redoublés. Discours d'accueil par le Bourgmestre et réponse de l'Évêque, et pour clore un chant de circonstance. 
Le lendemain, le Chanoine de Gréban Saint-Germain célébra la messe dans la chapelle N-D où les reliques avaient été déposées. Le jour suivant, l'évêque confirma les enfants de Crisnée, Thys, Fize, Momalle, Kemexhe, Fooz, Loncin, Odeur, Hognoul et Villers-l'Évêque. Il repartit à 16 h 30 toujours escorté jusqu'à Momalle où il allait prendre le train.
Le Chemin de Croix a été placé et consacré le 25 mai 1901 (2 300 F). Les reliques de saint Maurice ont été offertes par Corneliusvan Bommel le 27 mai 1815. L'achèvement du bâtiment, vingt ans plus tard, fut l'œuvre du curé Coopmans. Il se distingue des églises de la région par ses murs en pierre de grès, un chœur à chevet plat et surtout par un ciborium au-dessus de l'autel. 
Des six registres paroissiaux, cinq ont été retrouvés à Thys :
- Registre no 6 : reliefs, stuits, etc de 1775 à 1783.
- Registre du Conseil de Fabrique de 1834 à 1925
- Baptêmes 1788-1906 ; Confirmations de 1805 à 1905
- Mariages 1796 à 1906 ; Décès de 1796 à 1906
- Baptêmes, mariages et décès : de 1907 à 1925.

##### Hubert-Joseph Jacquemotte
Hubert-Joseph Jacquemotte naquit à Crisnée le mardi 3 novembre 1795, de Médard Jacquemotte, notaire, et d'Anne-Marie Germeau. Ordonné prêtre à Malines le 16 mai 1818, il est vicaire à Saint-Nicolas (Liège) dès le 30 octobre, et curé de la paroisse Sainte-Foi (Liège) le 10 octobre 1820. Il fut à cette époque le premier rédacteur du Courrier de la Meuse, journal fondé le 1er juillet 1820, et il le resta pendant quatre ans, jusqu'à sa nomination au Principalat du Collège Royal de Liège le 21 septembre 1825. Il sera curé et doyen à Glons à partir du 25 septembre 1828, puis appelé aux mêmes fonctions à Spa trois ans plus tard. 
Le 15 juin 1838, Van Bommel[Qui ?] le nomme Vicaire-Général, et le lendemain, chanoine honoraire de la Cathédrale. I1 en sera chanoine titulaire le 25 février suivant. Il est fait archidiacre le 12 mars 1841 et Camérier d'honneur de Sa Sainteté Grégoire XVI, le 10 mai 1845. Le 13 mars 1852, lors de la cérémonie du Saint-Viatique à l'évêque Van Bommel, c'est Jacquemotte qui est chargé devant l'assemblée de « lire à haute voix le texte de la profession de foi que les évêques prononcent le jour de leur sacre ».
Le 7 avril suivant, il était présent quand mourut Corneille Van Bommel et, le 14 avril, il est membre du groupe des 23 signataires de l'acte d'inhumation. Puis, pendant neuf ans encore, il sera Vicaire-Général de De Montpellier[Qui ?].
Son portrait, peint par N. Nisen se trouve chez Albert Denomerenge-Depas. Sa croix pastorale est accrochée à l'ostensoir de l'église paroissiale. Jacquemotte est enterré à Crisnée. Sa pierre funéraire est visible à droite de la façade de l'église. 

## Enseignement
Premières écoles et titulaires
Une école était tenue à Crisnée dès 1712. On n'en sait guère plus à ce sujet. L'enseignement a dû y continuer, du moins au profit de certaines familles, s'il faut en croire les sept signatures et les huit croix d'illettrés qui soulignent, en 1795, une délibération de manants de Crisnée.
La dépêche du 26 novembre 1827 du Commissaire Royal autorise l'engagement de l'instituteur Jean-Joseph Kinet (1808-1877), de Celles. Dès la fin de 1827, une école primaire située Aux Trois Croix, sur la grand-route N3, derrière l'actuelle[Quand ?] pharmacie Villé (ex-Chabot) accueille des garçons, et des filles, de Crisnée, Fize et Thys.
Le succès de cette école ne se démentira pas : le 1er juin 1856, Jean-Pierre Roppe, de Pousset, est nommé sous-maître.  L'inspecteur informe le Conseil qu'il manque à ce local un pavé à chaux[Quoi ?] et deux colonnes pour soutenir les poutres du plafond dangereusement bombées par leur propre poids.
Le 8 décembre 1858, Henri-Joseph Rutten, d'Oreye, est nommé sous-instituteur en intérim de Roppe qui a donné sa démission (motif non signalé). En 1863, l'école de 2e catégorie reçoit une subvention de 500 F (or) pour l'instruction gratuite de soixante-dix enfants pauvres, y compris ceux de Thys ; les enfants solvables payant 240 F ensemble.
Le Conseil obtient de lever 10 centimes additionnels extraordinaires pour couvrir les frais de construction d'une école, soit vingt mille francs. C'était le 1er décembre 1869. En 1871, on avait construit au carrefour des rues de Fize et de Favray, un bâtiment d'école contigu à la maison communale. Henri-Joseph Rutten inaugure le nouveau local et, dès sa nomination d'instituteur, le 27 janvier 1871, il va habiter à li scole. Il cumulait ses fonctions avec celles de receveur communal et organiste. Carrière achevée, il démissionna à Pâques de 1891.
Charles Lahaye (1859-1933), de Crisnée, nommé le 23 avril 1891, lui succède. Musicien et compositeur, il était organiste. Il fut aussi receveur du Bureau de Bienfaisance. De son temps, le Conseil communal fit renouveler le mobilier scolaire : bancs, poêle à charbon, grand tableau noir. On acquit les collections de mesures de système métrique, récipients en étain, volumes en bois.
Intérimaire depuis le 1er décembre 1918, Joseph Tombal (1899-1955), d'Otrange est élu le 14 juin 1919, avec la charge d'une classe approchant les 70 élèves. À la suite de l'intervention de l'inspecteur, cette situation s'améliore en 1921, quand les filles occupèrent leur propre classe. M. Saal, de Jeneffe, en 1933, et Pascaline Botty, d'Otrange, en 1938, remplacèrent Joseph Tombal pour deux courts congés de récupération. Il était aussi secrétaire communal, membre du Conseil de Fabrique et organiste. Malade, il fut contraint de démissionner, le 1er septembre 1954 et mourut moins d'un an après.
Dès septembre 1938, l'école, à division unique jusque-là, avait été dédoublée. Le Conseil communal désigna Nicolas Bolland, de Crisnée, afin d'y enseigner au degré inférieur. En février 1939, le Conseil emprunta une somme de 10 000 F destinée au pavage des cours de l'école. En 1953, on remplaça la toiture en ardoises par des tuiles Potelberg. Nicolas Bolland n'eut que trois intérimaires : Raymond Collard et Joseph Dans, tous deux de Kemexhe, pendant la mobilisation de 1939-1940 et les Dix-Huit Jours, et Louis Marneffe, pour une courte maladie. Instituteur en chef, au 20 octobre 1953, il lui revient de clore la porte de l'école primaire des garçons de Crisnée - en même temps que se fermait l'école des filles -  au 1er septembre 1965, quand les élèves des communes fusionnées du Grand Crisnée furent regroupés à Fize-le-Marsal, à l'École Moyenne, rebaptisée plus tard Lycée d'Etat. Nicolas Bolland y termine sa carrière le 1er septembre 1974.

## Économie

### La râperie de Crisnée
Le ruisseau provenant de Freloux traversait Fexhe et Kemexhe, charriait à travers ces villages et vers Crisnée, Thys et le Geer, ses eaux ocre et boueuses, ainsi que l'épaisse couche de boue grasse et collante que déposaient en chemin les roues des charrettes et chariots. Les cultivateurs de betteraves sucrières n'étaient qu'à un jet de pierre de la râperie de Crisnée pour écouler leur production.
Du côté des producteurs, on s'inquiétait d'abord du pesage à la bascule, de la tare qu'on calculerait, du déchargement plus ou moins rapide, de la qualité des pulpes qu'on entasserait à la ferme dans un silo, mais essentiellement de la teneur en sucre et du prix unitaire, tous paramètres qui détermineraient le niveau de réussite de la saison.
La râperie de Crisnée fut opérationnelle le 10 octobre 1924, aux confins des communes de Fize-le-Marsl, Kemexhe et Crisnée. C'est sur ce dernier territoire que s'élevaient les bureaux et le réfectoire du personnel, au droit de la rue de Kemexhe, d'abord sous la forme d'un baraquement en bois avec des matériaux récupérés à la Caserne des Lanciers de Liège. Le gros œuvre de l'usine fut exécuté par la firme Lambotte de Bas-Oha, la grosse menuiserie par les ateliers Rolet de Liège, la huisserie par Henri Bolland de Crisnée.
Administrativement, la râperie était une succursale de la Raffinerie Tirlemontoise. Le jus des betteraves traitées était pompé dans une conduite de 15 cm de diamètre vers Ramkin à Oreye où elle rejoignait la conduite de Marlinne pour gagner finalement Waremme et la sucrerie de Wanze.
Chaque année, la râperie recrutait environ quatre-vingts saisonniers en sus desquels, faute de main-d'œuvre locale, on engageait une vingtaine de couples flandriens des environs d'Ypres qui travaillaient fort, ne rechignant pas à œuvrer leurs douze heures par jour.
La fabrication de sucre c'était : lavage des betteraves, découpage en cossettes, la diffusion à l'eau chaude, chaulage et filtration du jus, puis évaporation et enfin cuite, cristallisation, centrifugeage et emballage, chaque opération étant surveillée par un chimiste et ses aides-chimistes occasionnels. Près de 300 agriculteurs des villages circonvoisins y livraient leur production de 1 200 hectares par charrettes, chariots ou wagons du tram vicinal provenant des bascules extérieures de Xhendremael, Alleur, Paifve, Fooz, Dommartin et Lexhy. Suivant l'époque, selon la météo et l'évolution des techniques, les fournitures varièrent de 30 à 55 000 tonnes par saison, à raison de 500 à 1 000 tonnes par jour, en pauses de huit heures. La fabrication n'était pas sans danger. Dans les premiers temps du fonctionnement de la râperie, on déplora un accident mortel. 
La râperie de Crisnée cessa toute activité le 6 décembre 1968 après quarante années de travail. Dès lors, toute la production betteravière  des environs fut traitée par la sucrerie Notre-Dame d'Oreye. Actuellement[Quand ?], le remembrement et la mécanisation ont tout changé. Le transport par camions de 20 tonnes est strictement programmé : Oreye n'accepte plus  que les racines de chicorée, tandis que les betteraves sucrières sont traitées à Waremme et à Hollogne-sur-Geer.
À l'emplacement des immenses silos en béton, la firme Ronvodal a édifié une fabrique d'éléments en béton précontraint. L'ancien bâtiment administratif qui comportait aussi le service de pesage et de calcul de la tare des betteraves abrite depuis 1968 les bureaux de la firme Matagne. Dans la râperie est un énorme dépôt de matériaux et machines.

#### Amendement des sols
Après la période de fabrication, lorsque les eaux du bac de lavage des betteraves évacuées vers le champ d'épandage avaient eu le temps de décanter, on pouvait là s'y fournir de bonnes terres, par chariots ou charrettes, pour amender les terres de culture. C'était au temps où les engrais chimiques étaient rares et surtout chers à l'achat. Juste avant mais surtout pendant la dernière guerre, dans la campagne de Xhendremaal le long de la ligne du tram, on extrayait un engrais phosphaté. Non sans risque d'ailleurs car les puits et galeries étaient assez rudimentaires d'où l'on remontait les seaux au bout de la corde du treuil. À la surface s'élevaient des tas en forme de cônes.